# ハティン市
ハティン市（ベトナム語：Thành phố Hà Tĩnh / 城庯河靜、 listen）はベトナム社会主義共和国の北中部のハティン省の省都である。

国道1A号線が通る。ハティンの北340kmに首都ハノイが、北50kmにヴィンが、南314kmにフエが有る。南シナ海まで12.5km離れている。人口は約20.2万人、面積は56.54km2である。

## 行政区画
以下の10坊5社を管轄する。
- バクハ坊（Bắc Hà / 北河）
- ダイナイ坊（Đại Nài / 大耐）
- ハフイタップ坊（Hà Huy Tập / 何輝集）
- ナムハ坊（Nam Hà / 南河）
- グエンズー坊（Nguyễn Du / 阮攸）
- タンザン坊（Tân Giang / 新江）
- タックリン坊（Thạch Linh / 石靈）
- タッククイ坊（Thạch Quý / 石貴）
- チャンフー坊（Trần Phú / 陳富）
- ヴァンイエン坊（Văn Yên / 文安）
- ドンモン社（Đồng Môn / 桐門）
- タックビン社（Thạch Bình / 石平）
- タックハ社（Thạch Hạ / 石下）
- タックフン社（Thạch Hưng / 石興）
- タックチュン社（Thạch Trung / 石中）

## 写真

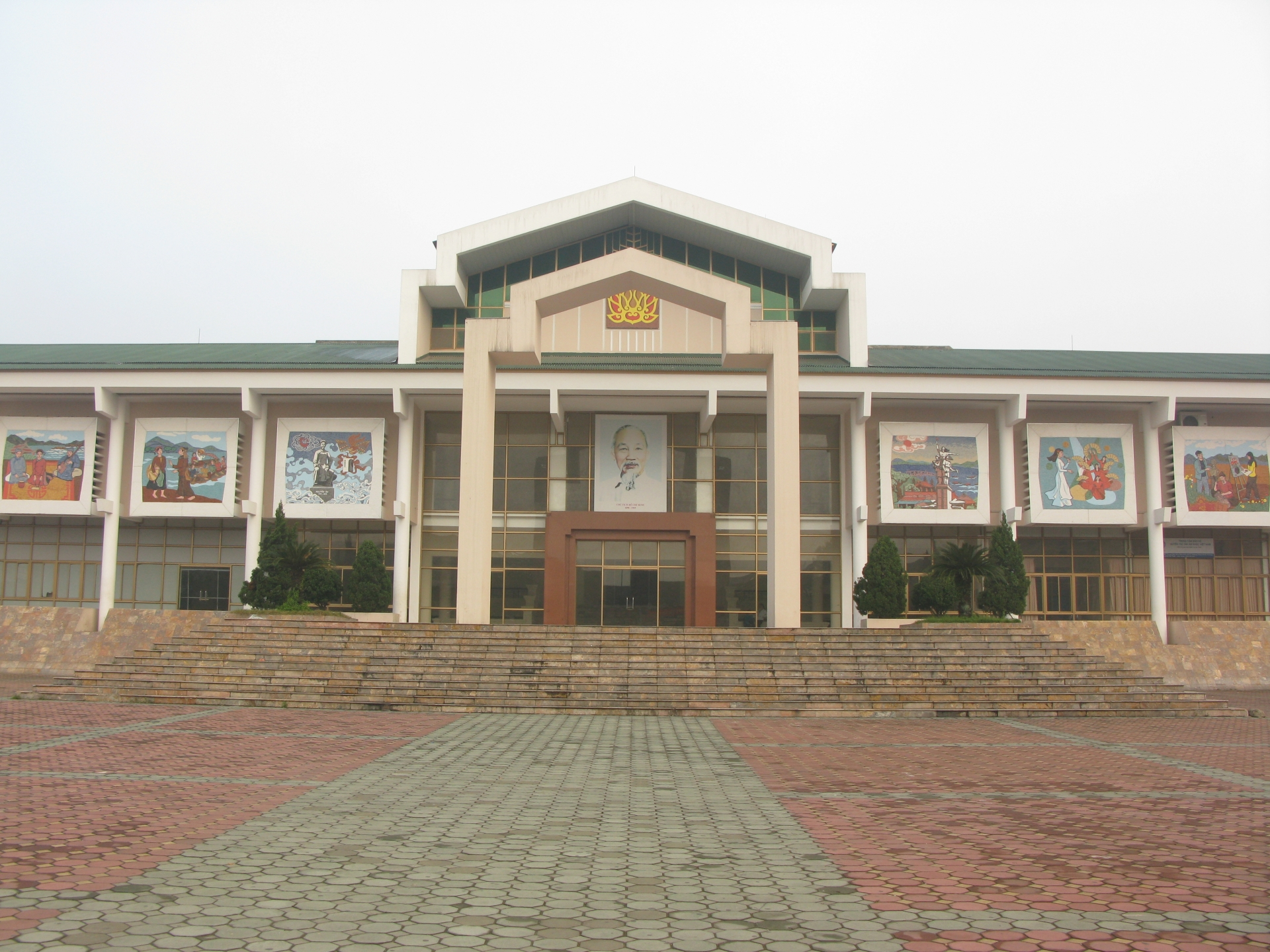
市文化会館